# Brice Soniano
Brice Soniano (* 1979 in Narbonne) ist ein französischer Jazz- und Improvisationsmusiker (Kontrabass).

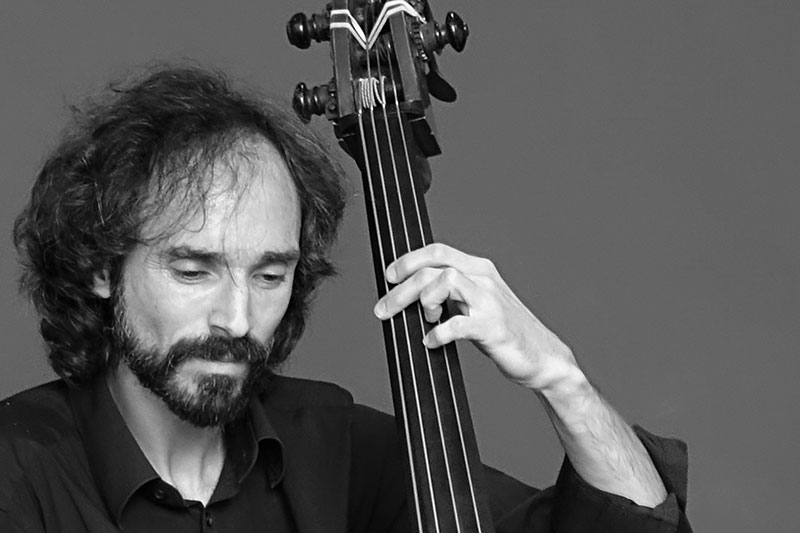
Brice Soniano (2015)

## Leben und Wirken
Soniano entdeckte den Bass beim Hören des Bill-Evans-Albums You Must Believe in Spring und begann 1997 eine klassische Ausbildung bei Jean Ané am städtischen Konservatorium von Béziers. Frühzeitig nahm er an zahlreichen Kursen wie Bernard Cazauran, Eddie Gomez, Jean-Paul Céléa, Riccardo Del Fra und Marc Johnson teil. 2005 graduierte er am Koninklijk Conservatorium Den Haag nach einem klassischen und Jazz-Studium bei Knut Guettler, Hein van de Geyn, Jean-Paul Everts und Frans van der Hoeven. Anschließend lebte er gemeinsam mit Mette Burild und Toma Gouband bei den Baka-Pygmäen im Regenwald von Kamerun.
Seit seiner Rückkehr war er in vielen Ländern Europas als professioneller Musiker tätig. Er arbeitete zunächst mit Musikern wie Harmen Fraanje, Michael Moore, Christian Mendoza und im Bereich der Neuen Musik mit dem Orkest De Volharding und dem Streicherensemble Jargon von Maurice Horsthuis, aber auch in Soloauftritten. Als Solist führte er mit dem Orchestre de Montpellier die Oper Jetzt von Mathis Nitschke auf. Mit Joachim Badenhorst bildete er das Duo Rawfishboys, das zwei Alben veröffentlichte. Weiterhin arbeitete er mit den Gruppen 3/4 Peace, Llop, Lionel Beuvens Motu, Erik Bogaerts Kwartet, Carate Urio Orchestra und der Natashia Kelly Group zusammen. 2012 nahm er sein Debütalbum Beyond Time auf.

## Diskographische Hinweise
- Beyond Time mit Toma Gouband, Joachim Badenhorst, Nelson Veras und Juan Parra Cancino (2012)
- Joaniquet Soniano Tom: Songbook (2015)
- Harmen Fraanje, Malik Mezzadri, Brice Soniano, Toma Gouband: Nyamaropa (2016)
- Adagio assai (2019, solo)